# 欧金尼奥·卡斯泰洛蒂
欧金尼奥·卡斯泰洛蒂（義大利語：Eugenio Castellotti）是一名意大利的赛车手。
卡斯泰洛蒂参加过14场一级方程式大奖赛，其中3次登上领奖台。此外，他还在跑车赛中取得过葡萄牙大奖赛、一千英里赛和锡布灵12小时耐力赛等的胜利。
他26岁时在摩德纳赛道为法拉利1957赛季的大奖赛赛车进行内部测试时去世。他在减速弯撞上了高路肩并被甩出车外91.4米远。医生称其当场死于颅骨骨折。